# Boisseuil
Boisseuil (okzitanisch: Boissuélh) ist eine französische Gemeinde mit 2.997 Einwohnern (Stand: 1. Januar 2022) im Département Haute-Vienne in der Region Nouvelle-Aquitaine; sie gehört zum Arrondissement Limoges und zum Kanton Condat-sur-Vienne. Die Einwohner werden Boisseuillais und Boisseuillaises genannt.

## Geographie
Boisseuil liegt etwa acht Kilometer südöstlich der Innenstadt von Limoges an der Briance, die abschnittsweise die natürliche Grenze zur Nachbargemeinde Le Vigen bildet. Außerdem entspringt der Ruisseau Le Roseau im Gebiet der Gemeinde und durchquert es von Ost nach West nahe dem Zentrum.
Umgeben wird Boisseuil von den Nachbargemeinden Feytiat im Norden, Eyjeaux im Osten, Saint-Hilaire-Bonneval im Südosten und Süden, Saint-Jean-Ligoure im Süden sowie Le Vigen im Südwesten und Westen.
Durch die Gemeinde führt die Autoroute A20.

## Bevölkerungsentwicklung
| Jahr      | 1962 | 1968 | 1975 | 1982 | 1990 | 1999 | 2006 | 2012 | 2020 |
| Einwohner | 582  | 574  | 838  | 1223 | 1558 | 1969 | 2409 | 2801 | 2925 |

## Sehenswürdigkeiten
- Romanische Kirche Saint-Philippe et Saint-Jacques. Die Kirche wurde im 11. Jahrhundert erbaut. Im Jahr 1803 kam es durch einen Blitzschlag zu einem schweren Brand. Nach diesem Brand wurde der flache Glockenturm aus Stein durch einen mit Schindeln gedeckten Glockenturm ersetzt.
- Schloss Beauregard
- Schloss La Faugeras
- Schloss Crouzit, hier wurde Ludwig XI. 1463 gefangen gehalten

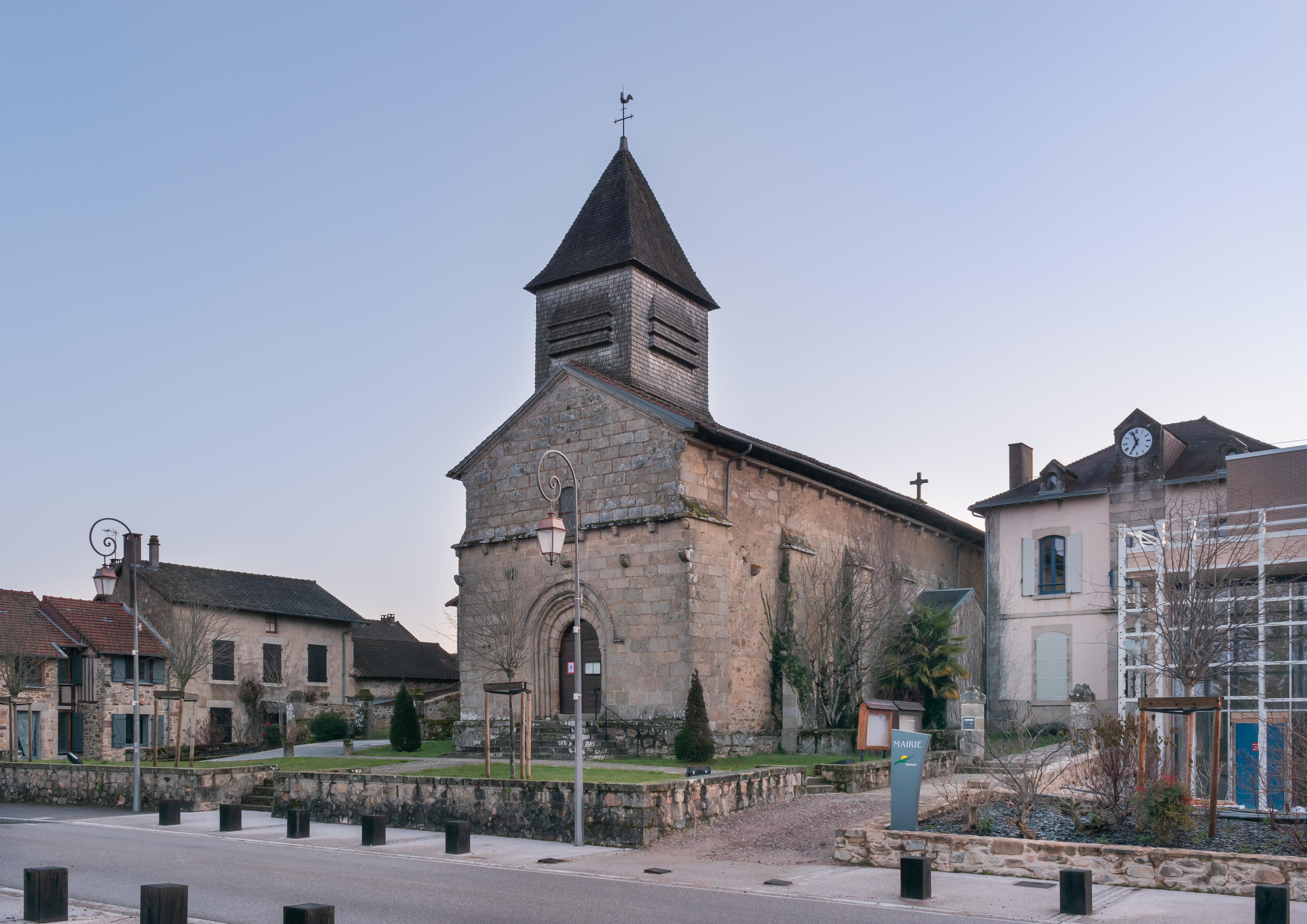
Kirche Saint-Philippe et Saint-Jacques
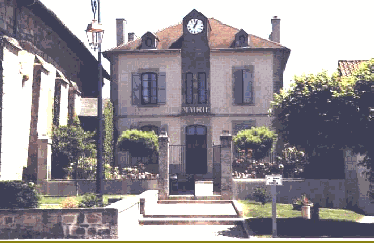
Bürgermeisteramt (Mairie)
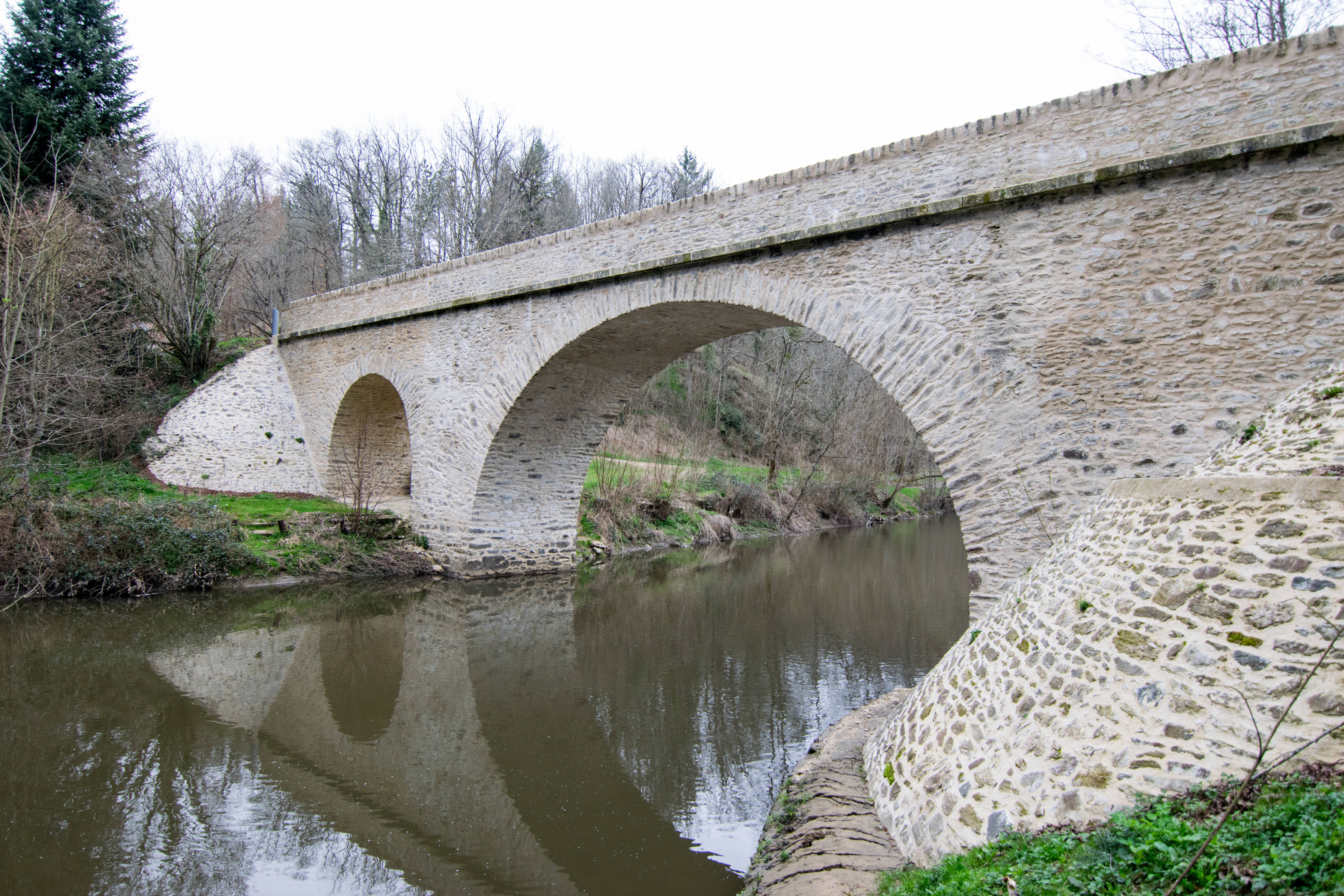
Brücke über die Briance

## Persönlichkeiten
- Jean-Paul Denanot (* 1944), französischer Politiker (PS), MdEP, geboren in Boisseuil

## Gemeindepartnerschaft
Es besteht seit 1993 eine Partnerschaft mit der spanischen Gemeinde Soneja in der Region Valencia.